# Silvicultrix
Silvicultrix är ett fågelsläkte i familjen tyranner inom ordningen tättingar. Släktet omfattar fem arter med utbredning i Anderna från Colombia till Bolivia:
- Gulpannad bergtyrann (S. frontalis)
- Perubergtyrann (S. spodionota)
- Gulbrynad bergtyrann (S. pulchella)
- Diadembergtyrann (S. diadema)
- Cajamarcabergtyrann (S. jelskii)